# Хепберн, Патрик, 1-й граф Ботвелл
Патрик Хепберн (около 1452 — 18 октября 1508) — 2-й лорд Хейлс (1483—1508), 1-й граф Ботвелл (1488—1508), лорд-адмирал Шотландии (1488—1508).

## Биография
Старший сын Адама Хепберна (? — 1479), мастера Хейлса, и Хелен Хьюм, внук Патрика Хепберна (? — 1483), 1-го лорда Хейлса.
В 1482/1483 году после смерти своего деда Патрика Хепберна унаследовал титул лорда Хейлса. В июле-августе 1482 года он руководил обороной замка Берик, осаждённого английской армией под командованием герцога Ричарда Глостерского. 24 августа замок капитулировал, и Берик-апон-Туид был присоединён к английским владениям.
В июне 1480 года Патрик Хепберн был назначен шерифом Берикшира. Он был также одним из инициаторов заключения перемирия с Англией 20 сентября 1484 года.
В 1488 году он стал одним из лидеров баронского восстания, направленного против шотландского короля Якова III. Возглавил восставших старший сын короля Яков, герцог Ротсей. Фактическими лидерами движения, однако, были представители южно-шотландских родов Хьюмов и Хепбернов. 11 июля 1488 года в битве при Сочиберне Патрик Хепберн командовал авангардом армии мятежников. Писатель XVI века Роберт Бирелл считал, что он был одним из лиц, ответственных за смерть после сражения короля Якова III.
В правление короля Шотландии Якова IV Стюарта Патрик Хепберн занимал ряд крупных государственных должностей: мастер королевского двора, хранитель Эдинбургского замка, шерифа Эдинбурга и Хаддингтона. Его сын Адам Хепберн был назначен начальником королевской конюшни.
10 сентября 1488 года Патрик Хепберн получи титул лорда-адмирала Шотландии. 13 октября 1488 года он получил во владение от нового короля замки Крайтон и Ботвелл, которые были конфискованы у прежнего владельца Джона Рамсея, лорда Ботвелла, бежавшего в Англию. 17 октября Патрик Хепберн как владелец Ботвелла был возведён в графский титул.
В сентябре 1491 года граф Ботвелл ездил с дипломатической миссией во Францию, чтобы добиться восстановления Старого союза, направленного против Англии. Он отплыл из Норт-Берика на борту судна Katherine. Кроме него, в состав шотландского посольства входили архиепископ и декан Глазго.
6 марта 1492 года граф Ботвелл, получил во владение земли в Лаудердейле вместе с замком Эрмитаж, которыми раньше владел Арчибальд Дуглас, граф Ангус.
1 апреля 1495 года он был назначен капитаном замка Дамбратон. Был одним из дипломатов, подготовивших заключение договора о браке короля Шотландии Якова IV Стюарта с английской принцессой Маргаритой Тюдор.
18 октября 1508 года Патрик Хепберн скончался, его титулы и владения унаследовал старший сын Адам Хепберн, 2-й граф Ботвелл.

## Семья и дети
Был дважды женат. В 1481 году он женился на Джанет (Джоанне) Дуглас, дочери Джеймса Дугласа, 1-го графа Мортона, и принцессы Джоан Стюарт. У них родилась одна дочь:
- Джоанна Хепберн (? — 1558), жена Джорджа Сетона, 5-го лорда Сетона[англ.], погибшего в битве при Флоддене.

В феврале 1491 года он вступил во второй брак — с Маргарет Гордон, дочерью Джорджа Гордона, 2-го графа Хантли. Их дети:
- Адам Хепберн (около 1492—1513), 2-й граф Ботвелл (1508—1513)
- Патрик Хепберн
- Уильям Хепберн
- Джон Хепберн[англ.] (? — 1557), епископ Брикина (1516—1557)
- Маргарет Хепберн, жена с 1509 года Арчибальда Дугласа, 6-го графа Ангуса.